# Rudolf Brucci
Rudolf Brucci (Zagreb, 30. ožujka 1917. – Novi Sad, 30. listopada 2002.), hrvatski skladatelj.
Bio je oženjen slavnom jugoslavenskom opernom pjevačicom Olgom Brucci. Svoj umjetnički rad je započeo svirajući violu u različitim orkestrima od kabaretskih ansambla do simfonijskih orkestara. Nakon što se preselio u Beograd, Brucci je s trideset godina počeo studirati kompoziciju kao jedini student tada već uveliko slavnog kompozitora Petra Bingulca (koji je sam bio student poznatog francuskog kompozitora Vincenta d'Indya). Kasnije (1954. – 55.) je nastavio studij kod bečkog dodekafonista Alfred Uhla.
Odlučujući trenutak u njegovoj karijeri kompozitora je bilo osvajanje prvog mjesta na međunarodnom natjecanju skladatelja kraljice Elizabete Belgijske u Bruxellesu 1965., sa simfonijom Lesta. Ovu nagradu je osvojio u konkurenciji više od 250 kompozitora iz 26 zemalja.
Sedamdesetih godina 20. stoljeća Brucci je presudno utjecao na uspon Akademije umetnosti u Novom Sadu čiji je bio i prvi dekan, koja je imala najkvalitetniju glazbenu katedru u bivšoj Jugoslaviji (s akademijom je čak i Alfred Schnittke potpisao ugovor). Kao glazbeni djelatnik, ostavio je dubok trag na novosadskoj glazbenoj sceni sudjelujući u osnivanju nove zgrade opere, i radeći na osnivanju filharmonije i srednje glazbene škole. Bio je jedan od osnivača Vojvođanske akademije nauka i umetnosti (VANU), i nakon njenog utapanja u Srpsku akademiju, bio je jedan od akademika koji su se zalagali za njeno ponovno osnivanje.
U centru njegovog glazbenog rada je uvijek bio simfonijski orkestar za koji je i napisao svoja najbolja djela. Osim već spomenute Simfonije Lesta, Treća Simfonija je jedno od njegovih najkvalitetnijih djela, a slijede simfonijska poema Maskal, Metamorfoze B-A-C-H za gudače, baleti Katarina Izmajlova, Zlatni Demon, Kirka, kantata Vojvodina na stihove Miroslava Antića i njegove opere Prometej i Gilgameš.
Bruccijev glazbeni jezik je duboko ukorijenjen u glazbenu tradiciju Balkana i balkanskog susjedstva: od jedinstvene istarske ljestvice u Trećoj simfoniji do bugarskih ritmičkih struktura u simfonijskoj poemi Maskal. Uz ovu osnovu, može se primijetiti njeno uspješno spajanje s novijim glazbenim izrazima, s posebnim osvrtom na dodekafonijske tehnike, kao i kompozitorske tehnike i estetiku karakteristične za Novu poljsku školu. Istovremeno, Brucci se uvijek isticao kao veliki kompozitor simfonijske glazbe, u čemu je bio visoko cijenjen i uspješan.
Rudolf Brucci je preminuo u Novom Sadu u 85. godini života.